# Sent Pèire (Arieja)
Sent Pèire (en francès Saint-Pierre-de-Rivière) és un municipi francès del departament de l'Arieja i la regió d'Occitània.